# 国際グレイシー柔術連盟
国際グレイシー柔術連盟（こくさいグレイシーじゅうじゅつれんめい、The International Gracie Jiu-Jitsu Federation / IGJJF）とは、ブラジリアン柔術のベースであるグレイシー柔術の国際団体である。

## 歴史
従来のブラジリアン柔術競技が競技重視になりすぎている現状を変え、グレイシー柔術をオリンピック競技化するため、2003年にグレイシー一族によって設立された。
2003年2月1日から2日にかけて、「国際グレイシー柔術連盟オープン選手権」（The International Gracie Jiu-Jitsu Federation Open Championship）がアメリカのカリフォルニア州立大学で開催された。
同年10月11日には、カリフォルニア州トーランスにあるジェームス・アームストロング・シアターで、グラップリングの8人制トーナメント大会「Ultimate Submission Showdown」を開催した。日本からは国原継悟が出場した。この大会ではトラヴィス・ルターが優勝した。試合の中には、68分という長い時間がかかった試合もあった。
そして2006年8月19日から20日にかけて、カリフォルニア州のエル・カミノ・カレッジノースジムで「グレイシー柔術世界選手権」を開催した。